# Ивановская (Вашкинский район)
Ивановская — деревня в Вашкинском районе Вологодской области. Административный центр Ивановского сельского поселения.
С точки зрения административно-территориального деления — центр Ивановского сельсовета.
Расстояние по автодороге до районного центра Липина Бора — 55 км. Ближайшие населённые пункты — Аверино, Алёшино, Малеево.
По переписи 2002 года население — 267 человек (129 мужчин, 138 женщин). Преобладающая национальность — русские (98 %).